# Себелиа, Джеффри
Джеффри Себелиа (англ. Jeffrey Sebelia; родился 3 мая 1970 года) — американский модельер, основатель марки одежды под названием Cosa Nostra, которую он возглавляет из лофта на Бродвее, в центре Лос-Анджелеса. Получил широкую известность как победитель третьего сезона реалити-шоу Проект Подиум.

## Карьера
В начале 90-х, совместно с Mike Coulter, John Rozas и Anthony Scarpa, Себелиа участвовал в группе Lifter, у которой был контракт с лейблом Interscope Records. Пиком успеха группы был незначительный радио-хит, песня «402». Вскоре группа распалась. Песня «Swing» группы Lifter была задействована в показе Джеффри на Неделе Моды Olympus, в финале Проекта Подиум.
В возрасте 31 года, после успешного курса реабилитации от наркотической зависимости, Себелиа прошёл курсы шитья в Los Angeles Trade-Technical College. Именно там он влюбился в моду, и вскоре основал линию одежды Cosa Nostra. Среди его клиентов такие знаменитости как Дэйв Наварро, Гвен Стефани, Дженнифер Лопес, Red Hot Chili Peppers, Мэрилин Мэнсон, Элтон Джон, Мадонна и Томми Ли. Одежда Cosa Nostra продаётся в 20 магазинах по всему миру.
Весной 2006 года Себелиа принял участие в отборе дизайнеров для реалити-шоу телеканала Bravo Проект Подиум. Подтолкнул Джеффри к этому успех его друга, участника предыдущего сезона шоу, Сантино Райса. Себелиа попал в число участников нового сезона, а также стал одним из четырёх финалистов, показавших свои коллекции на Неделе Моды в Нью-Йорке. После этого судьи присудили ему победу. В шоу Джеффри был показан как главный злодей третьего сезона. Себелиа печально известен склонностью к использованию ненормативной лексики и конфликтом с матерью участницы проекта Анжелы Кеслар: он довел её до слёз. Но другие участники, как например Элисон Келли, опровергли образ Себелиа на шоу. Она сообщила, что Джеффри гораздо более приятный человек, чем было показано в эфире. Кроме того, Анжела Кеслар, с которой у Джеффри и происходило большинство конфликтов, рассказала в одном из интервью, что Себелиа принёс ей извинения за свои высказывания и оскорбления в её адрес, но это не было показано в телеэфире.
Всего за два дня до финального показа Себелиа оказался замешан в расследовании по обвинению другой финалистки, Лоры Беннетт. Увидев коллекцию Джеффри она заключила, что Себелиа не мог проделать такой объём работы лично и прибег к помощи извне. Об этом она сообщила Тиму Ганну, помощнику дизайнеров. После расследования Джеффри был очищен от каких-либо подозрений. Ганн заявил, что он полностью уверен в том, что Себелиа сшил коллекцию сам. Однако из-за превышения бюджета в 8,000 долларов, отведённого на коллекцию, Себелиа был вынужден отказаться от 12 белокурых париков, которые он собирался надеть на моделей. Из-за того, что не был найден чек на плиссировку шорт, которые должны были быть частью одного из нарядов, Джеффри заменил их белыми кожаными брюками.
Как один из четырёх финалистов, Себелиа показал свою коллекцию на Неделе Моды Olympus. Коллекция поразительно отличалась от фирменных нарядов Джеффри в стиле грандж, панк и рок-н-ролл, которые он делал на протяжении всего шоу. Призы, которые он получил за победу, это 100,000 долларов на запуск собственной линии одежды, автомобиль 2007 года Saturn Sky Roadster, годовая поддержка агентством, представляющим интересы дизайнеров, и 15-страничный разворот в журнале ELLE вместе с моделью Мэрилиндой Ривера, которая демонстрировала наряды Джеффри на подиуме на протяжении шоу.
Джеффри Себелиа появился в ноябрьском выпуске журнала Cliché за 2009 год как один из самых заметных дизайнеров своего поколения. В журнале было представлено интервью с дизайнером и эксклюзивные фотографии фотографа Dirk Mai. Содержание интервью было выложено в официальном блоге журнала, Hello Kitsch.
В августе 2009 года появилось сообщение, что Себелиа начал работу над новой линией одежды под названием Jeffrey Sebelia.

## Личная жизнь
У Себелиа были сложные взаимоотношения с отцом, который развелся с его матерью, когда Джеффри было восемь лет. Вскоре после этого Себелиа, который чувствовал себя виноватым за развод, начал экспериментировать с наркотиками, в том числе с кокаином и марихуаной. К 16 годам он уже был зависимым от героина и жил в гараже у друга. Следующие 15 лет Себелиа много раз ложился в различные реабилитационные клиники, пытаясь избавиться от зависимости. Себелиа с подросткового возраста поддерживал дружеские отношения с Дэйвом Наварро. Честер Беннингтон, солист группы Linkin Park, являлся постоянным клиентом Cosa Nostra и давно был знаком с Джеффри.
До шоу Проект Подиум Себелиа жил со своей девушкой и маленьким сыном Харрисоном. Однако после завершения шоу Себелиа с ней разошёлся. Именно Харрисон воодушевил Джеффри на татуировку на шее, которую ему наносили более 8 часов. Надпись на шее Себелиа гласит: «Harrison Detroit l’amor de la mia vita.» Это имя его сына и слова «любовь всей моей жизни», написанные на итальянском с ошибкой.